# Сентервил (Вашингтон)
Сентервил (енгл. Centerville) насељено је место без административног статуса у америчкој савезној држави Вашингтон.

## Демографија
По попису из 2010. године број становника је 112, што је 8 (-6,7%) становника мање него 2000. године.
| Група             | 2000.       | 2010.       |
| Белци             | 113 (94,2%) | 100 (89,3%) |
| Афроамериканци    | 0 (0,0%)    | 0 (0,0%)    |
| Азијати           | 0 (0,0%)    | 0 (0,0%)    |
| Хиспаноамериканци | 5 (4,2%)    | 2 (1,8%)    |
| Укупно            | 120         | 112         |